# Chemillé
Chemillé és un antic municipi francès, que pertany al municipi de Chemillé-Melay, situat al departament de Maine i Loira i a la regió de País del Loira. L'any 2007 tenia 6.868 habitants.
L'1 de gener de 2013, els dos antics municipis Chemillé i Melay es fusionen en el municipi nou Chemillé-Melay.

## Demografia

### Població
El 2007 la població de fet de Chemillé era de 6.868 persones. Hi havia 2.642 famílies de les quals 767 eren unipersonals (333 homes vivint sols i 434 dones vivint soles), 813 parelles sense fills, 912 parelles amb fills i 150 famílies monoparentals amb fills.
La població ha evolucionat segons el següent gràfic:
Habitants censats

### Habitatges
El 2007 hi havia 2.932 habitatges, 2.688 eren l'habitatge principal de la família, 27 eren segones residències i 218 estaven desocupats. 2.373 eren cases i 549 eren apartaments. Dels 2.688 habitatges principals, 1.561 estaven ocupats pels seus propietaris, 1.078 estaven llogats i ocupats pels llogaters i 49 estaven cedits a títol gratuït; 72 tenien una cambra, 224 en tenien dues, 433 en tenien tres, 648 en tenien quatre i 1.311 en tenien cinc o més. 2.045 habitatges disposaven pel capbaix d'una plaça de pàrquing. A 1.255 habitatges hi havia un automòbil i a 1.141 n'hi havia dos o més.

### Piràmide de població
La piràmide de població per edats i sexe el 2009 era:
| Homes | Edats   | Dones |
| ----- | ------- | ----- |
| 4     | 95 o +  | 8     |
| 12    | 90 a 94 | 36    |
| 28    | 85 a 89 | 60    |
| 48    | 80 a 84 | 36    |
| 96    | 75 a 79 | 104   |
| 104   | 70 a 74 | 172   |
| 132   | 65 a 69 | 116   |
| 128   | 60 a 64 | 148   |
| 140   | 55 a 59 | 184   |
| 176   | 50 a 54 | 160   |
| 240   | 45 a 49 | 208   |
| 224   | 40 a 44 | 240   |
| 260   | 35 a 39 | 236   |
| 220   | 30 a 34 | 184   |
| 172   | 25 a 29 | 176   |
| 244   | 20 a 24 | 216   |
| 244   | 15 a 19 | 276   |
| 196   | 10 a 14 | 240   |
| 204   | 5 a 9   | 184   |
| 144   | 0 a 4   | 116   |

## Economia
El 2007 la població en edat de treballar era de 4.446 persones, 3.312 eren actives i 1.134 eren inactives. De les 3.312 persones actives 3.094 estaven ocupades (1.684 homes i 1.410 dones) i 218 estaven aturades (70 homes i 148 dones). De les 1.134 persones inactives 350 estaven jubilades, 407 estaven estudiant i 377 estaven classificades com a «altres inactius».

### Ingressos
El 2009 a Chemillé hi havia 2.740 unitats fiscals que integraven 6.850,5 persones, la mediana anual d'ingressos fiscals per persona era de 16.549 €.

### Activitats econòmiques
Dels 353 establiments que hi havia el 2007, 9 eren d'empreses extractives, 6 d'empreses alimentàries, 4 d'empreses de fabricació de material elèctric, 23 d'empreses de fabricació d'altres productes industrials, 40 d'empreses de construcció, 86 d'empreses de comerç i reparació d'automòbils, 15 d'empreses de transport, 18 d'empreses d'hostatgeria i restauració, 2 d'empreses d'informació i comunicació, 30 d'empreses financeres, 6 d'empreses immobiliàries, 42 d'empreses de serveis, 39 d'entitats de l'administració pública i 33 d'empreses classificades com a «altres activitats de serveis».
Dels 91 establiments de servei als particulars que hi havia el 2009, 1 era una oficina d'administració d'Hisenda pública, 1 gendarmeria, 1 oficina de correu, 7 oficines bancàries, 3 tallers de reparació d'automòbils i de material agrícola, 3 tallers d'inspecció tècnica de vehicles, 1 establiment de lloguer de cotxes, 3 autoescoles, 5 paletes, 6 guixaires pintors, 11 fusteries, 9 lampisteries, 4 electricistes, 1 empresa de construcció, 8 perruqueries, 2 veterinaris, 4 agències de treball temporal, 11 restaurants, 4 agències immobiliàries, 2 tintoreries i 4 salons de bellesa.
Dels 44 establiments comercials que hi havia el 2009, 2 eren hipermercats, 2 supermercats, 1 una botiga de més de 120 m², 5 fleques, 3 carnisseries, 1 una peixateria, 2 llibreries, 11 botigues de roba, 3 botigues d'equipament de la llar, 3 sabateries, 3 botigues d'electrodomèstics, 1 una botiga de mobles, 2 botigues de material esportiu, 1 una joieria i 4 floristeries.
L'any 2000 a Chemillé hi havia 122 explotacions agrícoles que ocupaven un total de 4.094 hectàrees.

## Equipaments sanitaris i escolars
El 2009 hi havia 1 hospital de tractaments de curta durada, 1 hospital de tractaments de mitja durada (seguiment i rehabilitació), 1 un hospital de tractaments de llarga durada, 3 farmàcies i 2 ambulàncies.
El 2009 hi havia 1 escola maternal i 3 escoles elementals. A Chemillé hi havia 2 col·legis d'educació secundària i 1 liceu d'ensenyament general. Als col·legis d'educació secundària hi havia 828 alumnes i als liceus d'ensenyament general 159.
Chemillé disposava d'un centre de formació no universitària superior de formació sanitària.

## Poblacions més properes
El següent diagrama mostra les poblacions més properes.